# سیارک ۲۶۶۹۸۳
سیارک ۲۶۶۹۸۳ (به انگلیسی: 266983 Josepbosch، نامگذاری:2010WE66)۲۶۶۹۸۳مین سیارک کشف شده‌است که در ۳۰* نوامبر ۲۰۰۵ کشف شد.